# Callitomis phaeososma
Callitomis phaeososma là một loài bướm đêm thuộc phân họ Arctiinae, họ Erebidae.